# Rakovník - za koupalištěm
Rakovník - za koupalištěm este o arie protejată (arie specială de conservare — SAC, sit de importanță comunitară — SCI) din Republica Cehă întinsă pe o suprafață de 10 ha, integral pe uscat.

## Localizare
Centrul sitului Rakovník - za koupalištěm este situat la coordonatele 50°06′05″N 13°45′18″E / 50.101389°N 13.755°E.

## Înființare
Situl Rakovník - za koupalištěm a fost declarat sit de importanță comunitară în aprilie 2005 pentru a proteja 1 specie de animale. Situl a fost protejat și ca arie specială de conservare în iulie 2012.

## Biodiversitate
Situată în ecoregiunea continentală, aria protejată nu include niciun habitat protejat.
La baza desemnării sitului se află o specie protejată de  nevertebrate: Phengaris nausithous.